# Heligmonevra miniata
Heligmonevra miniata là một loài ruồi trong họ Asilidae. Heligmonevra miniata được Oldroyd miêu tả năm 1960. Loài này phân bố ở vùng nhiệt đới châu Phi.